# Adobe Media Encoder
 (septembre 2015).
Si vous disposez d'ouvrages ou d'articles de référence ou si vous connaissez des sites web de qualité traitant du thème abordé ici, merci de compléter l'article en donnant les références utiles à sa vérifiabilité et en les liant à la section « Notes et références ».
Adobe Media Encoder est un logiciel de transcodage vidéo et audio utilisé dans la suite Adobe Creative Cloud. Il est principalement annexé et intégré au logiciel de montage vidéo Adobe Premiere et au logiciel de composition et d'effets visuels Adobe After Effects.